# Dead Rising
Dead Rising är ett survival horror-spel, utvecklat av Capcom och producerat av Keiji Inafune. Spelet var ursprungligen tänkt exklusivt till Xbox 360-konsolen, men i juli 2008 bekräftade man att spelet även skulle komma till Wii, som en konvertering, under namnet Dead Rising: Chop Till You Drop. 360-versionen släpptes den 8 augusti 2006 i USA och i Japan den 28 september 2006. Spelet blev en succé, med över en miljon exemplar sålda över hela världen vid slutet av 2006.

## Gameplay
Dead Rising handlar om Frank West, en journalist, som blir instängd i en galleria i den lilla fiktiva staden Willamette i Colorado, fullt med zombies. För att överleva måste Frank skydda sig själv från zombiernas attacker, rädda överlevande och undvika galna psykopater, samtidigt som han måste ta reda på sanningen bakom incidenten. Spelaren kontrollerar Frank, medan han utforskar gallerian, genom att använda varje objekt han hittar som ett vapen. Spelaren kommer även att få välja mellan flera huvud eller valfria uppdrag för att få erfarenhetspoäng eller speciella förmågor. Spelet är designat som ett icke-linjärt spel och innehåller flera olika slut, vilka beror på de val som spelaren gör under spelets gång. Det finns även fler personer instängda i gallerian som är mer eller mindre viktiga för Frank. Försök att rädda dem allihop. Spelet har en ganska unik hantering av hur man sparar eftersom man bara kan ha en enda save-point per spelare. Det innebär att om man dör så kan man antingen välja att starta från sin save-point eller att börja om från början vilket kräver noggrann eftertanke innan man väljer att spara. Om man börjar om så gör man det med den erfarenhet (level) som man hade innan man dog.

## Uppföljare
Spelserien har fått 2 uppföljare, Dead Rising 2 som släpptes 24 september 2010 i Europa och Dead Rising 3 som släpptes exklusivt till Xbox One 22 november 2013 och till Microsoft Windows 5 september 2014.